# Szelężnik

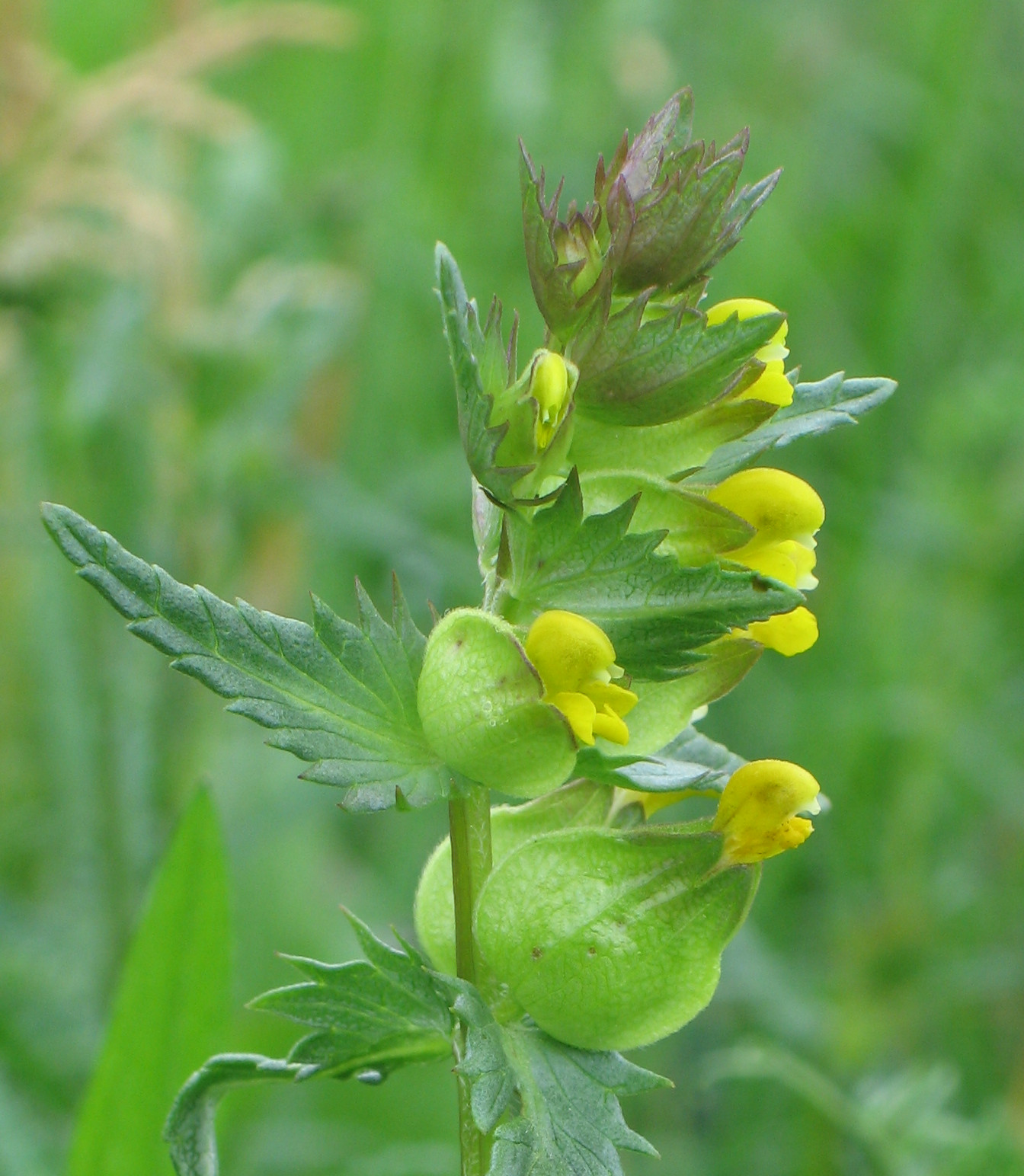
Kwiatostan szelężnika mniejszego

Szelężnik (Rhinanthus L.) – rodzaj roślin zielnych z rodziny zarazowatych (Orobanchaceae). Obejmuje według różnych źródeł od ok. 35 do ok. 45, czy nawet 50 gatunków. Taksonomia rodzaju i oznaczanie gatunków jest trudne ze względu na polimorfizm tych roślin (występowanie licznych ekotypów) – często inaczej wyglądających w różnych porach roku i na różnych siedliskach (np. w górach i na niżu).
Występują one w strefie klimatu umiarkowanego na półkuli północnej. W Polsce rodzaj reprezentowany jest przez 4 gatunki. Rośliny te rosną na łąkach i w murawach i są półpasożytami traw. Ograniczając rozwój traw, pozwalają utrzymać różnorodność składu runi łąkowej i dlatego są cenionymi gatunkami w ogrodach łąkowych (na łąkach kwiatowych). 

## Rozmieszczenie geograficzne
Zasięg rodzaju obejmuje niemal całą Europę (bez jej południowych krańców), umiarkowaną strefę Azji (na południe po Turcję, Iran, Tadżykistan i północne Chiny) oraz północną część Ameryki Północnej (Kanada oraz północnozachodnia i północnowschodnia część Stanów Zjednoczonych). Centrum zróżnicowania stanowi Europa, gdzie rośnie 25 gatunków z tego rodzaju. W Polsce występują 4 gatunki i wszystkie mają status rodzimych, aczkolwiek introdukowane i zadomowione zostały dwa obce podgatunki szelężnika włochatego i większego. Na liście gatunków krajowych ujmowany jest także piąty gatunek – szelężnik wysokogórski, zwany też nadobnym Rhinanthus alpinus, który jednakże stanowi nazwę synonimiczną bartsji alpejskiej Bartsia alpina (także ujętej na liście).
Gatunki flory Polski
Pierwsza nazwa naukowa według listy krajowej, druga – obowiązująca według bazy taksonomicznej Plants of the World online (jeśli jest inna)
- szelężnik Borbasa Rhinanthus borbasii (Dörfl.) Soó
- szelężnik mniejszy Rhinanthus minor L.
- szelężnik większy Rhinanthus serotinus (Schönh.) Oborny ≡ Rhinanthus major L.
- szelężnik włochaty Rhinanthus alectorolophus (Scop.) Pollich

## Morfologia

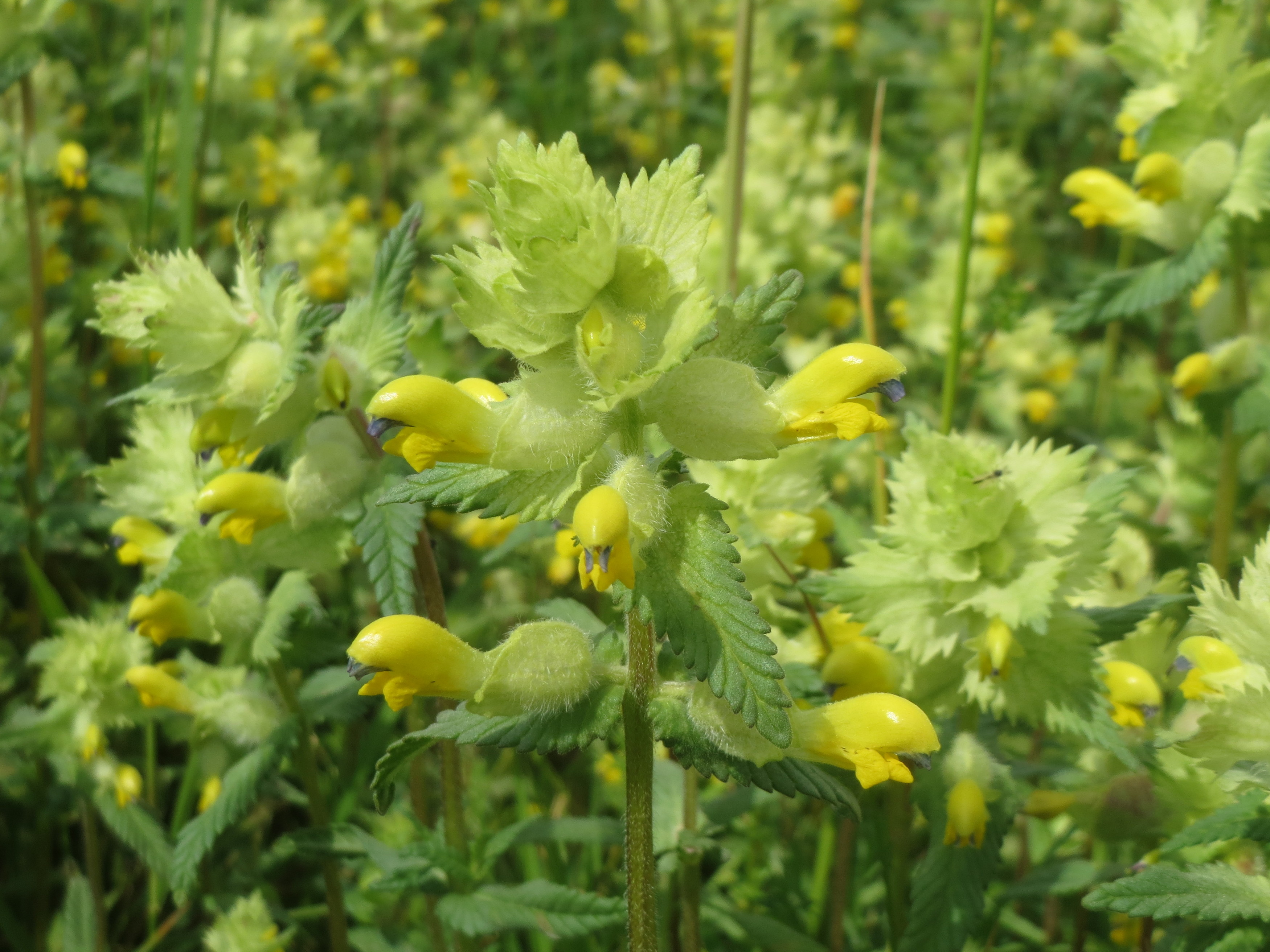
Szelężnik włochaty

PokrójRośliny jednoroczne o pędach osiągających do 0,5 m wysokości, z łodygami cienkimi i sztywnymi.
LiścieNaprzeciwległe, ząbkowane.
KwiatyŻółte, grzbieciste, dwuwargowe, zebrane w szczytowe grono. Kielich tworzą cztery zrastające się w dwie wargi działki. Górna warga kielicha jest rozcięta głębiej (do ok. połowy), dolna płyciej. Płatków korony jest pięć i wszystkie one są zrośnięte, tworząc w dolnej części korony rurkę. Górne dwa płatki zrastają się w wysklepioną wargę górną, często z dwoma dzióbkami (karbami). Pręciki są cztery, w dwóch parach, z nitkami owłosionymi, nie wystają poza koronę. Zalążnia jest górna, dwukomorowa, z licznymi zalążkami. Szyjka słupka pojedyncza na końcu ze znamieniem rozwidlonym, spłaszczonym lub zgrubiałym.
OwoceTorebki z kilkoma oskrzydlonymi nasionami, zamknięte w powiększającym się w czasie owocowania kielichu.

## Systematyka
Rodzaj tradycyjnie zaliczany był do rodziny trędownikowatych Scrophulariaceae. W systemach klasyfikacyjnych XXI wieku włączany wraz z plemieniem Rhinantheae do rodziny zarazowatych Orobanchaceae. 
Wykaz gatunków
- Rhinanthus × adulterinus Wallr.
- Rhinanthus alectorolophus (Scop.) Pollich – szelężnik włochaty
- Rhinanthus antiquus (Sterneck) Schinz & Thell.
- Rhinanthus asperulus (Murb.) Soó
- Rhinanthus borbasii (Dörfl.) Soó – szelężnik Borbasa
- Rhinanthus × brigantiacus (Gross) Soó
- Rhinanthus burnatii (Chabert) Soó
- Rhinanthus carinthiacus Widder
- Rhinanthus colchicus Vassilcz.
- Rhinanthus cretaceus Vassilcz.
- Rhinanthus × digeneus (Widder) Widder
- Rhinanthus dinaricus Murb.
- Rhinanthus freynii (A.Kern. ex Sterneck) Fiori
- Rhinanthus glacialis Personnat
- Rhinanthus gracilis Schur
- Rhinanthus groenlandicus Chabert
- Rhinanthus halophilus U.Schneid.
- Rhinanthus × hungaricus (Borbás) Soó
- Rhinanthus javorkae Soó
- Rhinanthus × lengyelii Soó
- Rhinanthus × lorinensis (Behrendsen) Fiori
- Rhinanthus × magocsyanus Soó
- Rhinanthus major L. – szelężnik większy
- Rhinanthus melampyroides Soó
- Rhinanthus minor L. – szelężnik mniejszy
- Rhinanthus × niederederi (Sterneck) Soó
- Rhinanthus × oligadenus (M.Schulze) O.Schwarz
- Rhinanthus osiliensis (Ronniger & Saarsoo) Vassilcz.
- Rhinanthus ovifugus Chabert
- Rhinanthus pampaninii Chabert
- Rhinanthus pindicus (Sterneck) Soó
- Rhinanthus × poeverleinii (Semler ex Poeverl.) Soó
- Rhinanthus ponticus (Sterneck) Vassilcz.
- Rhinanthus pseudoantiquus Kunz
- Rhinanthus × puberulus Fritsch
- Rhinanthus pubescens (Sterneck) Boiss. & Heldr. ex Soó
- Rhinanthus pumilus (Sterneck) Pau
- Rhinanthus riphaeus Krock.
- Rhinanthus rumelicus Velen.
- Rhinanthus schischkinii Vassilcz.
- Rhinanthus × schneiderae Rothm.
- Rhinanthus sintenisii (Sterneck) Soó
- Rhinanthus songeonii Chabert
- Rhinanthus subulatus (Chabert) Soó
- Rhinanthus vassilczenkoi Ivanina & Karasjuk
- Rhinanthus wagneri Degen
- Rhinanthus wettsteinii (Sterneck) Soó